# Carabus impressus
Carabus (Procrustes) impressus – gatunek chrząszcza z rodziny biegaczowatych i podrodziny Carabinae.
Gatunek ten został opisany w 1832 roku przez Johanna C. F. Kluga.
Chrząszcz o ciele długości od 25 do 36 mm. Warga górna podzielona na trzy płaty. Brzegi przedplecza bez punktów szczeciowych. Punktowanie i granulowanie na pokrywach obecne lub nie.
Gatunek eurytopowy, spotykany w lasach, zadrzewieniach, batha, gruntach ornych, wydmach, półsuchych siedliskach stepowych i pustynnych.
Rozprzestrzeniony od południowo-wschodniej Turcji i Iraku przez Syrię i Liban po Jordanię i Izrael. W Izraelu występuje w północnej i środkowej części kraju, sięgając na południe po północny Negew.